# إيجي أوساتسوكا
إيجي أوساتسوكا (兎塚 エイジ Usatsuka Eiji) هو رسام روايات خفيفة ياباني.

## أعماله
- في عالم أخر مع هاتفي الذكي

## وصلات خارجية
- موقع الرسمي لإيجي (باليابانية)
- إيجي أوساتسوكا على موقع ANN person (الإنجليزية)
- إيجي أوساتسوكا  في شبكة أخبار الأنمي